# Cheilosia galinae
Cheilosia galinae är en tvåvingeart som beskrevs av Barkalov 2005. Cheilosia galinae ingår i släktet örtblomflugor, och familjen blomflugor. Inga underarter finns listade i Catalogue of Life.